# إدوارد ستيفنسون (مصمم أزياء تقليدية)
إدوارد ستيفنسون (بالإنجليزية: Edward Stevenson)‏ هو مصمم أزياء تقليدية أمريكي، ولد في 13 مايو 1906 في بوكاتيلو في الولايات المتحدة، وتوفي في 2 ديسمبر 1968 في لوس أنجلوس في الولايات المتحدة بسبب نوبة قلبية.

## وصلات خارجية
- إدوارد ستيفنسون على موقع IMDb (الإنجليزية)
- إدوارد ستيفنسون على موقع قاعدة بيانات الأفلام السويدية (السويدية)
- إدوارد ستيفنسون على موقع قاعدة بيانات الفيلم (الإنجليزية)
- إدوارد ستيفنسون على موقع كينوبويسك (الروسية)